# Фернандес Муро, Марта
Ма́рта Ферна́ндес Му́ро (исп. Marta Fernández Muro; 12 декабря 1950, Мадрид) — испанская актриса. Начало артистической карьеры Фернандес Муро приходится на конец 70-х годов. Она работала с видными режиссёрами — Педро Альмодоваром, Иваном Сулуэтой, Фернандо Коломо, Рикардо Франко, Хосе Луисом Гарси и Алексом де ла Иглесией. За свою роль Кэти в фильме Педро Альмодовара «Лабиринт страстей» Фернандес Муро номинировалась на премию Fotogramas de Plata как лучшая актриса.

## Фильмография
- Что делает такая девушка, как ты, в таком месте? / ¿Qué hace una chica como tú en un sitio como éste? (1978)
- Los restos del naufragio (1978)
- Supersonic Man (1979)
- Исступление / Arrebato (1979)
- Riego sanguíneo (1980)
- Yo qué sé (1980)
- Reproches (1980)
- Чёрная рука / La mano negra (1980)
- Kargus (1981)
- Pares y nones (1982)
- Volver a empezar1982
- El pretendiente (1982)
- Лабиринт страстей / Laberinto de pasiones, (1982)
- Улей / La colmena (1982)
- Я нахожусь в кризисе / Estoy en crisis (1982)
- Композиция / El arreglo (1983)
- Del honor de Leonor (1984)
- Dos mejor que uno (1984)
- За городскими стенами / Extramuros (1985)
- Platos rotos (1986)
- La comedia dramática española (1986)
- Turno de oficio (1986)
- Закон желания / La ley del deseo (1987)
- Las gallinas de Cervantes (1987)
- Cajón desastre (1988)
- Yo soy el que tú buscas (1988)
- El rey del mambo (1989)
- Утиный танец / El baile del pato (1989)
- Párpados (1989)
- Eva y Adán, agencia matrimonial (1990)
- La huella del crimen (1990)
- Las chicas de hoy en día (1992)
- La mujer de tu vida (1992)
- Дежурная аптека / Farmacia de guardia (1992)
- Женщина под дождём / Una mujer bajo la lluvia (1992)
- Aquesta nit o mai (1992)
- Los ladrones van a la oficina (1993)
- Unisex (1993)
- Всех в тюрьму / Todos a la cárcel (1993)
- Ana y los Davis (1994)
- ¡Ay, Señor, Señor! (1994)
- Canguros (1994)
- Justino, un asesino de la tercera edad (1994)
- Colegio mayor (1994—1995)
- Casa para dos (1995)
- Matías, juez de línea (1996)
- Los porretas (1996)
- El ángel de la guarda (1996)
- El crimen del cine Oriente (1997)
- Tío Willy (1998)
- Atilano, presidente (1998)
- Манолито Очкарик / Manolito Gafotas (1999)
- Словесное нападение / Ataque verbal (1999)
- Коммуналка / La comunidad (2000)
- Журналисты / Periodistas (2002)
- Entre abril y julio (2002)
- Atraco a las 3… y media (2003)
- Paco y Veva (2004)
- Центральная больница / Hospital central (2004)
- Amar en tiempos revueltos (2008)